# HMS Scylla (98)
HMS Scylla (98) là một tàu tuần dương hạng nhẹ thuộc lớp Dido của Hải quân Hoàng gia Anh Quốc được đưa ra hoạt động trong Chiến tranh Thế giới thứ hai. Nó bị hư hại nặng do trúng phải một quả thủy lôi tại Normandy vào năm 1944, nên được cho ngừng hoạt động, rồi bị tháo dỡ vào năm 1950.

## Thiết kế và chế tạo
Scylla được chế tạo bởi hãng đóng tàu Scotts Shipbuilding and Engineering Company tại Greenock, Scotland; được đặt lườn vào ngày 19 tháng 4 năm 1939. Nó được hạ thủy vào ngày 24 tháng 7 năm 1940, và đưa ra hoạt động vào ngày 12 tháng 6 năm 1942.
Cùng với một tàu chị em khác cùng lớp, chiếc Charybdis, Scylla chỉ được hoàn tất với bốn tháp pháo QF 4,5 inch Mark III trên các bệ UD MK III, do tình trạng thiếu hụt tháp pháo QF 5,25 inch (133 mm). Cấu trúc thượng tầng phía trước được cải biến tương ứng cho phù hợp với chúng và cũng nhằm tăng khoảng trống cho thủy thủ đoàn. Cho dù bị chế diễu là "toothless terrors" (kẻ khủng bố không răng), chúng lại tỏ ra là những tàu tuần dương phòng không rất tốt, thường được so sánh với những con tàu chị em trang bị cỡ pháo QF 5,25 inch (133 mm) mạnh hơn.

## Lịch sử hoạt động

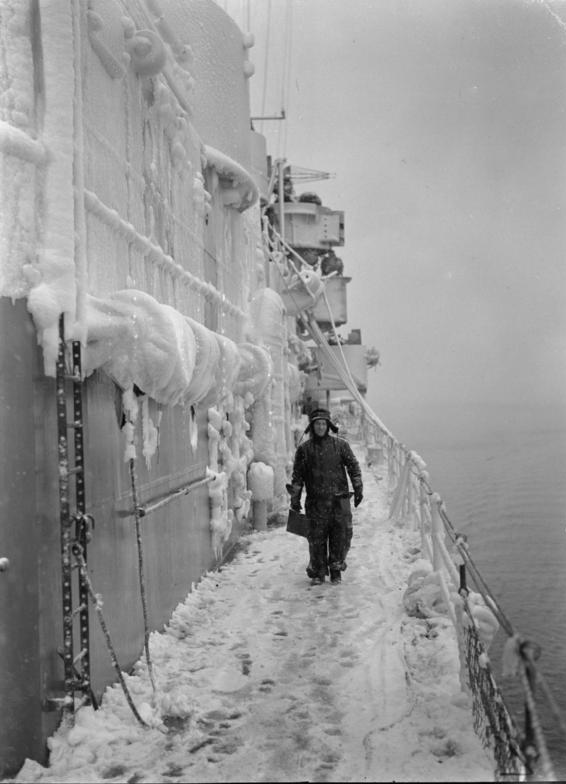
Một thủy thủ trên sàn tàu đóng băng tuyết đang khi tuần tra tại Bắc Đại Tây Dương

Thoạt tiên Scylla phục vụ cùng với Hạm đội Nhà trong nhiệm vụ hộ tống các đoàn tàu vận tải Bắc Cực. Nó được cho là đã mang theo một nhóm thu thập tín hiệu tình báo ít nhất trong một chuyến đi đến bán đảo Kola. Nó lên đường đi Gibraltar vào ngày 28 tháng 10 năm 1942, và trong tháng tiếp theo nó có mặt trong Chiến dịch Torch, cuộc đổ bộ lực lượng Đồng Minh lên Bắc Phi, trong thành phần Lực lượng "O" cùng với Lực lượng Đặc nhiệm phía Đông; nhưng vào tháng 12 được gửi đến vịnh Biscay như một nỗ lực chặn các con tàu của phe Trục tìm cách vượt qua sự phong tỏa quay trở về nhà.
Ngày 1 tháng 1 năm 1943, Scylla ngăn chặn con tàu Đức Rhakotis ở vị trí cách khoảng 200 hải lý về phía Tây Bắc mũi Finisterre, ở tọa độ 45°01′B 10°30′T / 45,01°B 10,5°T. Khi Scylla nổ súng cảnh cáo, người Đức đã tự đánh đắm con tàu. Đến tháng 2 nó quay trở về Hạm đội Nhà tiếp tục nhiệm vụ hộ tống vận tải Bắc Cực, nhưng sau đó quay trở lại vịnh Biscay vào tháng 6 hỗ trợ các hoạt động chống tàu ngầm.

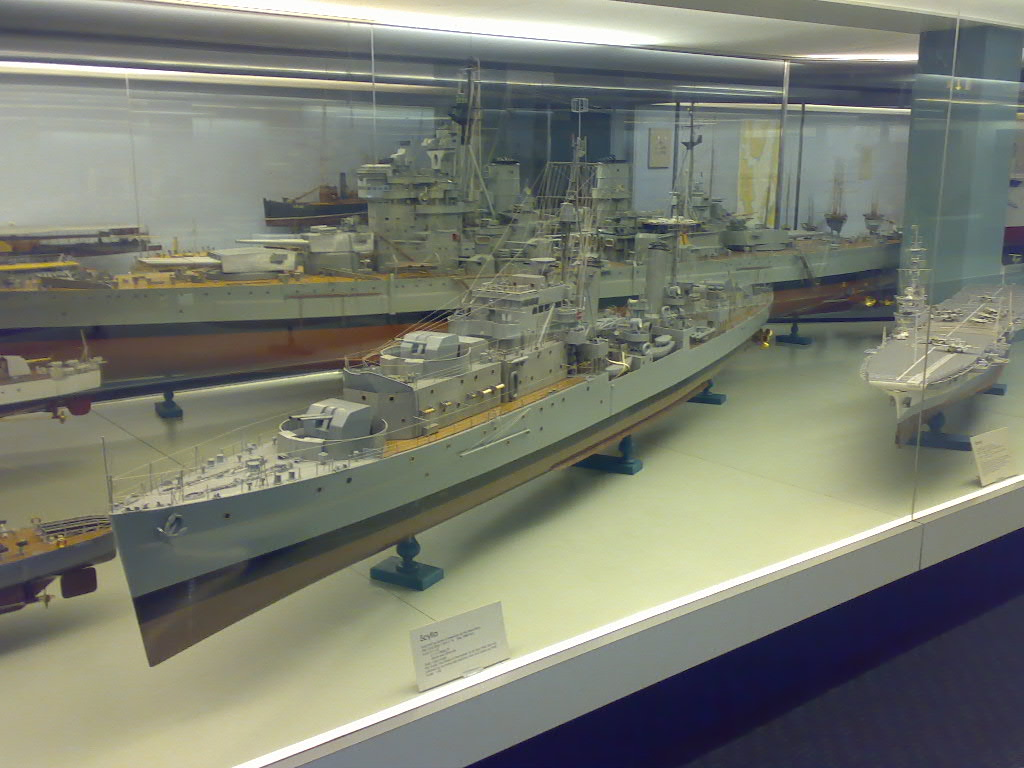
Mô hình HMS Scylla tại Bảo tàng Vận tải Glasgow.

Vào tháng 9 năm 1943, Scylla nằm trong thành phần Lực lượng Hộ tống Tàu sân bay cho Chiến dịch Avalanche, cuộc đổ bộ lực lượng Đồng Minh lên Salerno. Sau đó nó quay về nhà vào tháng 10 để tái trang bị nhằm hoạt động như một soái hạm của Lực lượng Hộ tống Tàu sân bay, vốn kéo dài cho đến tháng 4 năm 1944. Nó đã có mặt trong cuộc Đổ bộ Normandy như là soái hạm của Lực lượng Đặc nhiệm phía Đông.
Vào ngày 23 tháng 6 năm 1944, Scylla bị hư hại nặng bởi một quả thủy lôi, và được xem là một tổn thất hoàn toàn. Được kéo về Portsmouth, nó bị bỏ xó tại chỗ, rồi được sử dụng như một mục tiêu tác xạ từ năm 1948 đến năm 1950. Cuối cùng nó được cho kéo đến xưởng tàu của hãng Thomas W Ward Ltd. tại Barrow-in-Furness vào ngày 4 tháng 5 năm 1950 để tháo dỡ.